# Agrilus suvorovi
Agrilus suvorovi é uma espécie de escaravelho no escaravelho de jóia da família Buprestidae.

## Distribuição
Esta espécie está presente na maioria da Europa na Ásia, na Sibéria e Japão.

## Descrição
O escaravelho adulto é de cerca 6.5 a 9.5 milímetros de comprimento. É verde metálico ou violeta em cor.

## Biologia
Agrilus suvorovi é uma espécie univoltino. Os adultos podem ser encontrados ao final de maio ou o princípio de junho e pode ser encontrado através de julho. Eles principalmente alimentam-se em folhas de populus europeia (Populus tremula). O dano causado é insignificante. As larvas criam de galerias longas na casca e na madeira das plantas anfitriãs (espécies Populus tremula, Populus deltoides, Populus alba, Salix) e é considerado uma praga. As larvas ficam maduras em setembro e passam o Inverno na madeira. O dano causado é com frequência muito sério e trás a morte das plantas.